# Carrier
Carrier Corporation — американська компанія, яка займається створенням кліматичних систем і обладнання. Є світовим лідером в галузі кондиціонування, опалення та вентиляції. Головний офіс компанії Carrier розташований у Farmington, штат Коннектикут, США. Carrier має світову мережу з сотні дистриб'юторів й тисяч дилерів, які продають, встановлюють та обслуговують продукти в 171 країні. Продукти Carrier розробляються у двадцяти інженерних центрах та виготовляються на 108 заводах, розташованих по всьому світу. Входить до холдингу UnitedTechnologiesCorporation.

## Історія
Заснована у 1902 році, коли Вілліс Керріер винайшов свій перший кондиціонер. Першим клієнтом Керрієра став Нью-Йоркський поліграфіст, який ніяк не міг надрукувати гарної якості кольорове зображення, оскільки мінлива температура та вологість викликали зміни розмірів паперового листа та зміщення місць нанесення фарби.
Перші два десятиліття винахід Керрієра, який дозволив керувати температурою та вологістю всередині приміщень, застосовувався в основному для створення комфортних умов роботи машинам та технологічним процесам, а не людям. Південні текстильні фабрики Сполучених Штатів були серед перших споживачів нової системи Керрієра. Недостатність вологи в повітрі на фабриці з переробки бавовни в Белмонті, штат Нова Кароліна, створювало підвищену електризацію в приміщенні, яка робила бавовну непридатною до обробки. Система Керрієра підняла й стабілізувала вологість.
Перша поставка системи Керрієра за межі Сполучених Штатів була здійснена в Японію у 1907 році для шовкової фабрики в Йокогамі.

## Продукція
Основні продукти:
- Чіллери
- Фанкойли
- Мобільні кондиціонери
- Центральні кондиціонери
- Компресорно-конденсаторні блоки з повітряним охолодженням агрегату
- Моноблочні кондиціонери внутрішнього встановлення та дахові кондиціонери
- Конденсатори та охолоджувачі рідини з повітряним охолодженням

## Carrier Corporation в країнах СНД
Посередником Carrier Corporation в СНД є компанія AHI. AHI здійснює свою діяльність через офіси, розташовані в Шарджі (ОАЕ), Москві (Росія), Києві (Україна) та Алмати (Казахстан), де є команда спеціально підготовлених та досвідчених інженерів, які спеціалізуються на НВКП (нагрівання, вентиляція та кондиціонування повітря) для надання всебічної технічної підтримки клієнтам. Необхідне обладнання підбирається і постачається з будь-якого заводу Carrier, розташованих по всьому світу.

## Carrier Corporation в Україні
В галузі обладнання для нагрівання, вентиляції та кондиціювання повітря прямим дилером Carrier в Україні є компанія «Інноваційна група», яка пропонує повний спектр обладнання цієї марки, а також його встановлення.
Компанія ДП "Професійні системи" є авторизованим дистриб'ютором напрямку Commercial Refrigeration і пропонує повний спектр професійного холодильного обладнання для супермаркетів та ресторанів - холодильні шафи, вітрини, регали, бонети.